# Johann Christian Reil

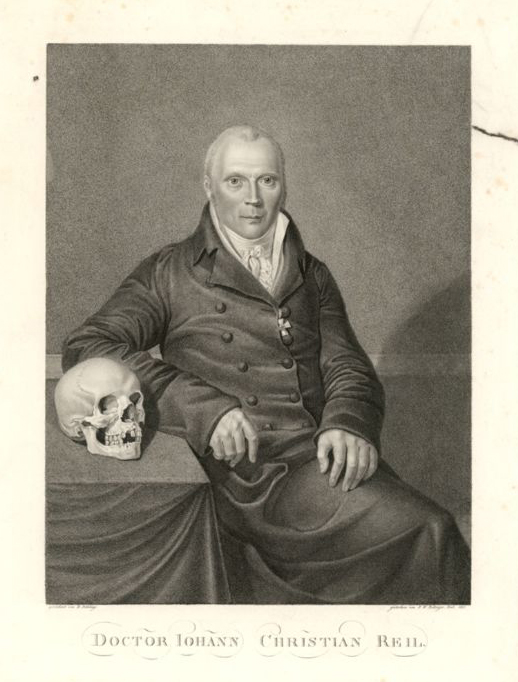
Johann Christian Reil, 1810

Johann Christian Reil (* 20. Februar 1759 in Rhaude, heute Ortsteil von Rhauderfehn; † 22. November 1813 in Halle (Saale)) war ein deutscher Mediziner, Hochschullehrer und Wegbereiter der romantischen Medizin. Er war Anatom, Chirurg, Physiologe, Gynäkologe, Augenarzt, Badearzt und Reformer. Sein Nachruhm gründet sich vor allem auf seine Arbeiten im Bereich der Psychosomatik. Er gilt heute als einer der Begründer der modernen Psychiatrie, wobei er 1808 auch erstmals den Begriff „Psychiatrie“ verwendete.

## Leben

### Herkunft
Die Familie Reil stammt aus Braunschweig. Johann Christian Reils Eltern waren Johann Julius Friedrich Reil (1716–1780) – Pastor im ostfriesischen Rhaude und Norden – und dessen Ehefrau Anna Jansen-Streng (1731–1802). Er hatte noch vier jüngere Geschwister.

### Laufbahn
Reil studierte 1779 in Göttingen und ab 1780 in Halle a. d. Saale unter den Professoren Philipp Friedrich Theodor Meckel und Johann Friedrich Gottlieb Goldhagen (1742–1788) Medizin. Letzterer nahm als Meister vom Stuhl der Freimaurerloge „Zu den drei Degen“ (1777–1786) am 1. März 1782 Reil persönlich auf. Nach seiner Promotion zum Doktor der Medizin und Chirurgie im Jahr 1782 absolvierte Reil in Berlin ein obligatorisches Praktikum für die Approbation als preußischer Arzt. Dort wohnte er bei Henriette und Markus Herz. Letzterer war Arzt am Jüdischen Krankenhaus und beeindruckte Reil durch seine Verbindung der aufklärerischen Philosophie Kants mit der Medizin und den Naturwissenschaften. Anschließend arbeitete Reil einige Jahre als praktischer Arzt in Norden (Ostfriesland). Dort verfasste er 1785 einen praktischen Ratgeber mit dem Titel Diätetischer Hausarzt für meine Landsleute.
1787 erhielt er eine außerordentliche Professur der Medizin an der Universität Halle. Nach dem überraschenden Tod seines Mentors und Vorgängers Goldhagen wurde Reil 1788 ordentlicher Professor der Therapie und Direktor der mit 15 Betten ausgestatteten Klinik. Im gleichen Jahr heiratete er Johanna Wilhelmine Leveaux († 1813). 1789 wurde Reil außerdem zum Stadtphysikus ernannt. 1792 erwarb die Degen-Loge auf Vorschlag Reils den „Jägerberg“ neben der Moritzburg (Halle), auf dem später das Logenhaus Zu den drei Degen errichtet wurde. Ein Jahr später wurde Reil Mitglied der Leopoldina. 1809 ernannte man ihn zum auswärtigen Mitglied der Bayerischen Akademie der Wissenschaften.
In Halle profilierte Reil sich nicht nur als Arzt, als Hochschullehrer, Hirnanatom und Philosoph, sondern auch als Förderer des Badewesens. So engagierte er sich für die Errichtung einer Kur-Badeanstalt, die 1809 eröffnet wurde. Als er 1810 an die neu gegründete Berliner Universität berufen wurde und dort den Lehrstuhl für Klinische Medizin übernehmen sollte, hatte er sich vorher ausbedungen, jährlich zur Badesaison mehrere Monate als Badearzt in Halle weilen zu dürfen. Zu Reils Konzept mit Parks und Salons gehörte auch ein Theaterbetrieb, den er 1811 in der Kirche des ehemaligen Barfüßerklosters gründete. Zu den vielen Kurgästen aus ganz Deutschland gehörten Wilhelm Grimm und Johann Wolfgang Goethe, der Reil hoch schätzte und sich nach Schillers Tod bereits 1805 (vgl. Johann Wolfgang von Goethe#Der späte Goethe (1805–1832)) von ihm hatte behandeln lassen. Für die Theatereröffnung verfasste Goethe den Prolog für Halle. Als Nachruf widmete Goethe ihm 1814 außerdem das Vorspiel Was wir bringen.
Reil erhielt verschiedene Rufe auf andere Professuren, so 1802 nach Göttingen und 1809 nach Freiburg. Zum Dank für seine Verdienste und die Ablehnung des Rufes nach Göttingen schenkte ihm der preußische König Friedrich Wilhelm III. 1803 einen als Weinberg und Schafweide genutzten Berg auf dem Giebichenstein (heute „Reilsberg“). Reil baute hier eine Villa (heute „Reilsvilla“), ließ den Berg zu einem Park umgestalten und suchte sich dort noch zu Lebzeiten ein prähistorisches Steingrab als Grabstätte aus. 1901 wurde auf dem Gelände der Hallesche Bergzoo eröffnet. 1808 wurde Reil außerdem der Titel eines Oberbergrats mit dem dazugehörigen Gehalt verliehen.
1810 gehörte Reil bei der Berliner Universitätsgründung zu den Ratgebern Wilhelm von Humboldts und ließ sich bewegen, auch ein Ordinariat an der Charité zu übernehmen. 1811 wurde er der erste gewählte Dekan der Medizinischen Fakultät und übernahm die Leitung der „Wissenschaftlichen Deputation für das Medizinalwesen“ beim Ministerium des Innern. Dabei setzte sich Reil unter anderem für die Verbesserung der katastrophalen Zustände der Lazarette im gesamten Preußen ein. In den Befreiungskriegen übernahm er Anfang Oktober 1813 die Leitung der Militärhospitäler in Leipzig und Halle. Dort erlebte er die Völkerschlacht bei Leipzig vom 16. bis zum 18. Oktober 1813, deren 30.000 Verwundete kaum ausreichend versorgt werden konnten. Er selbst erkrankte an Typhus und reiste bereits im Fieber zurück nach Halle, wo er am 22. November 1813 morgens gegen zwei Uhr starb. Er hinterließ zwei Söhne und drei Töchter. Seine Frau starb im Dezember 1813 im Kindbett. 1830 ließ der Schwiegersohn Reils, der Medizinprofessor Peter David Krukenberg, über dem Grab Reils ein sarkophagähnliches Sandsteindenkmal errichten.
Reil war Mitbegründer einiger philosophisch ausgerichteter Zeitschriften (1805 bis 1806 mit Adalbert Kayssler das Magazin für psychische Heilkunde, mit Johann Christoph Hoffbauer 1808 bis 1810 die Beyträge zur Beförderung einer Kurmethode auf psychischem Wege).

### Familie
Johann Christian Reil heiratete 1788 Johanna Wilhelmine Le Veaux (* 1. März 1770; † 26. Dezember 1813), die Tochter einer wohlhabenden Halleschen Hugenotten-Familie. Das Paar hatte 2 Söhne und 4 Töchter, darunter:
- Johann Julian Friedrich Christian[7] (* 20. April 1792; † 31. August 1858), Geheimer Bergrat, Oberhüttenverwalter in Schlesien, gründete er die erste Darlehnskasse im oberschlesischen Industriegebiet ⚭ 18. August 1819 Emilie Bückling (* 29. November 1795; † 1. Januar 1867), Tochter von Carl Friedrich Bückling
- Johanna Friederike Wilhelmine (* 11. Juli 1789; † 5. Juli 1868) ⚭ Friedrich von Schele (1782–1815), Geheimer Regierungsrat
- Emilie Auguste (* 20. November 1793; † 5. März 1881) ⚭ 1815 Peter Krukenberg (1787–1865), Professor für Pathologie und Therapie
- Carl Wilhelm (* 13. Dezember 1795; † 5. Februar 1828), Dr. med., Arzt in Halberstadt, Linz und Köln (ledig)
- Amalie Rosamunde Iphigenie (* 10. November 1798; † 9. November 1872) ⚭ 1821 Dietrich Georg von Kieser (1779–1862), Professor der Medizin in Jena
- Luise Charlotte Marianne (* 12. Februar 1802; † 1865) ⚭ Friedrich Bluhme (1797–1874), Professor der Rechte in Hannover, Göttingen und Bonn

## Werk
Reil galt als einer der bedeutendsten Ärzte und medizinischen Schriftsteller seiner Zeit, der sowohl die theoretische als auch die praktische Medizin beherrschte. Seine Untersuchungen über den Bau des Gehirns und der Nerven in Exercitationum anatomicarum Fasc. I, de structura nervorum von 1796 wirkten bahnbrechend. Im Jahr 1795 gründete er das Archiv für die Physiologie, in welchem er versuchte, die praktische Medizin mit der Physiologie auf einer wissenschaftlichen Grundlage zu vereinen. In seiner programmatischen Abhandlung über die Lebenskraft vertrat er dabei die Ansicht, dass alle Erscheinungen entweder Materie oder Vorstellungen seien, und dass alle an tierischen Körpern vorkommenden Erscheinungen auf der Verschiedenheit der tierischen Grundstoffe und auf der Mischung und Form derselben beruhten. Da jedes Organ ihm eigentümliche Erscheinungen darbiete, besitze jedes auch eine besondere Lebenskraft, Irritabilität und Krankheitsanlage. Mit diesem Denkansatz erwies sich Reil als ein Hauptvertreter des Vitalismus und Wegbereiter der romantischen Medizin, die wesentlich auf der von Friedrich Wilhelm Joseph Schelling hervorgebrachten Naturphilosophie beruhte und versuchte, den Menschen in ein universelles System der Natur einzuordnen. Reil war außerdem ein überzeugter Anhänger der Lehren Franz Anton Mesmers und versuchte diesen nach Berlin zu holen. Zusammen mit Christoph Wilhelm Hufeland empfahl Reil in Berlin eine „Kommission zur Prüfung des Magnetismus“, die 1812 unter dem Vorsitz Hufelands ihre Arbeit aufnahm.

### Fiebertheorie
Zu seinem Hauptwerk wurde Ueber die Erkenntniß und Cur der Fieber (5 Bände, Halle 1799–1815). Darin verwarf Reil den Ansatz, Fieber ausschließlich als veränderte Reizbarkeit zu erklären und argumentierte, die Symptome des Fiebers müssten von einer „dem fiebernden Organ selbst innewohnenden Krankheit herrühren“, dies allein sei aber noch kein Fieber. Alle Organe könnten Fieber erzeugen, aber das Fieber sei dennoch keine „absolut allgemeine Krankheit“. Reil löste damit die Symptomatik des Fiebers von einer eigentlichen Krankheit ab und verstand es stattdessen als einheitliche Reaktionsweise verschiedener Organe aus unterschiedlicher Ursache. Eine wesentliche Errungenschaft der Reilschen Fieberlehre liegt dabei darin, das Fieber als eine organische Funktionsweise unter pathologischen Bedingungen zu begreifen und dadurch als eine einheitliche Reaktion des Organismus in verschiedenen Erkrankungen zu charakterisieren.

### Psychiatrie
Von den drei von Reil unterschiedenen Heilmethoden (chemisch, physisch-mechanisch und psychisch) erschien ihm die psychische Heilmethode als wichtigste.
Bereits den vierten Band seiner Fieberlehre hatte Reil den Nervenkrankheiten gewidmet. Aber geradezu klassisch sollte seine Schrift Rhapsodien über die Anwendung der psychischen Curmethode auf Geisteszerrüttungen werden, in der er sich in zwangloser Form mit dem gesamten Gebiet der Psychiatrie auseinandersetzte. Unter „Geisteszerrüttungen“ verstand er Abweichung vom gesunden Menschenverstand. Auf der einen Seite versuchte Reil dabei, die Pathologie und Therapie der psychischen Krankheiten durch die „psychische Kurmethode“ auf das Nervensystem zurückzuführen. Auf der anderen Seite besprach er das bestehende Irrenwesen und entwickelte eigene Reformvorschläge. So forderte er die Errichtung eigener Heilanstalten, die mit Lehrstühlen der Psychiatrie verbunden werden sollten und empfahl Therapien, die im weiteren Sinne psychotherapeutische Techniken wie das Psychodrama, die Beschäftigungs- und die Schocktherapie vorwegnahmen. Zudem gründete er gemeinsam mit dem Naturphilosophen Adalbert Bartholomäus Kayssler (1769–1821) mit dem Magazin für die psychische Heilkunde (1805–1806) das erste deutsche psychiatrische Periodikum. Später gab er mit dem Philosophen Johann Christoph Hoffbauer die Beyträge zur Beförderung einer Kurmethode auf psychischem Wege (1808–1812) heraus. In diesen von ihm mitbegründeten, vor allem jedoch philosophisch ausgerichteten Zeitschriften versuchte Reil, psychosomatische und somatische Aspekte einzubringen.
Reil gilt auf Grund seiner psychiatrischen Arbeiten nicht nur als „deutscher Pinel“ und Begründer der modernen Neurologie und Psychiatrie. Er prägte auch den Begriff „Psychiatrie“ und zwar erstmals 1808 in einem Aufsatz Über den Begriff der Medizin und ihre Verzweigungen, besonders in Beziehung auf die Berichtigung der Topik in der Psychiaterie in seiner Zeitschrift Beyträge zur Beförderung einer Kurmethode auf psychischem Wege. Literarischen Widerhall fanden seine Konzepte in den Werken E. T. A. Hoffmanns.

### Neurologie
Als Ergebnis der anatomischen Forschungen Reils ist die Insula reilii in die Nomenklatur der Hirnanatomie eingegangen.

### Augenheilkunde
Reil entwickelte 1806 die sogenannte Keratonyxis, eine Methode des Starstichs, bei welcher der Zugang durch die Hornhaut erfolgt und eine geringere Gefahr der Verletzung von Ziliarkörper und Iris bestand als bei anderen Verfahren. Die Linse wurde dabei zerschnitten und extrahiert oder durch Reklination in den Glaskörper verlagert.

## Würdigung
In Halle ist Reils Name noch in verschiedener Form präsent. Nach ihm sind die Reilstraße, der Reilsberg, das Reileck, der Reilshof, die Reilsbäder, die Reil-Schule und die Poli-Reil benannt. Seine Büste steht in der Reilstraße. Des Weiteren wurde Reil am 25. Mai 2011 durch eine an seinem ehemaligen Wohnhaus in der Großen Ulrichstraße 36 angebrachte Gedenktafel geehrt. In Ostfriesland sind Schulen und soziale Einrichtungen nach ihm benannt.

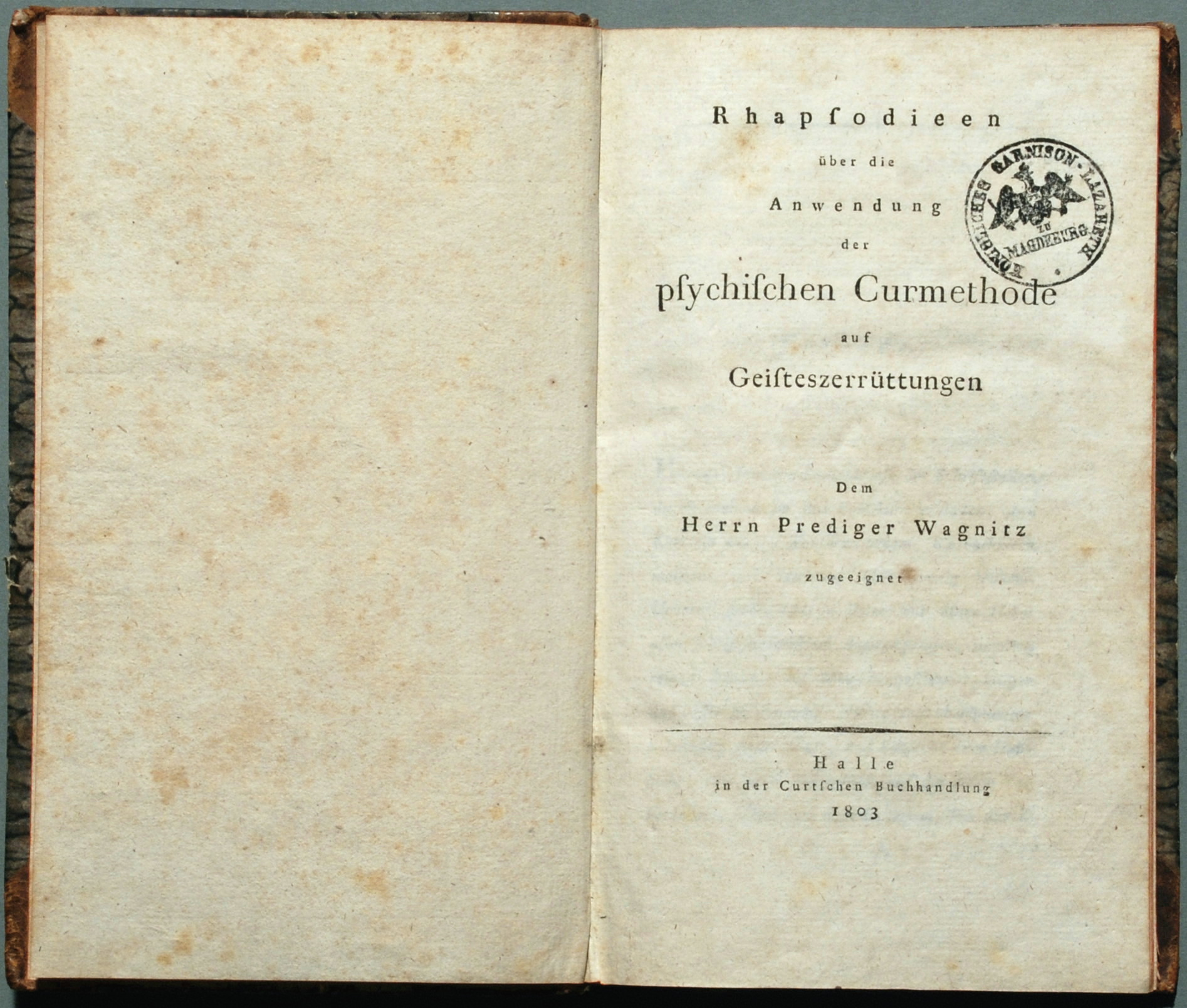
Titelblatt des Hauptwerkes Rhapsodieen über die Anwendung der psychischen Kurmethode auf Geisteszerrüttungen, noch ohne Nennung des Verfassers
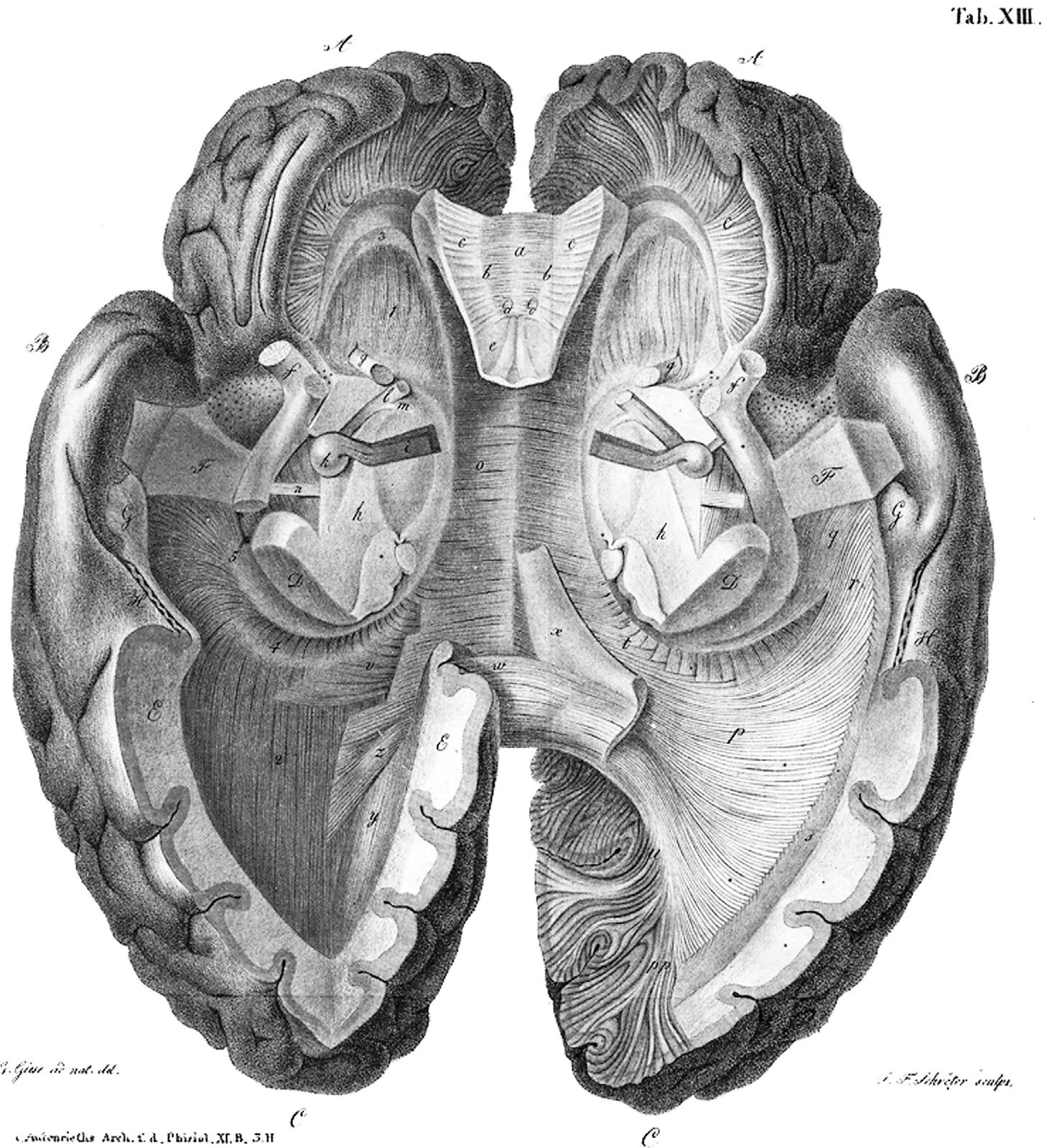
Gehirnabbildung Auszug aus Reil 1812, Band XI, Tafel XIII
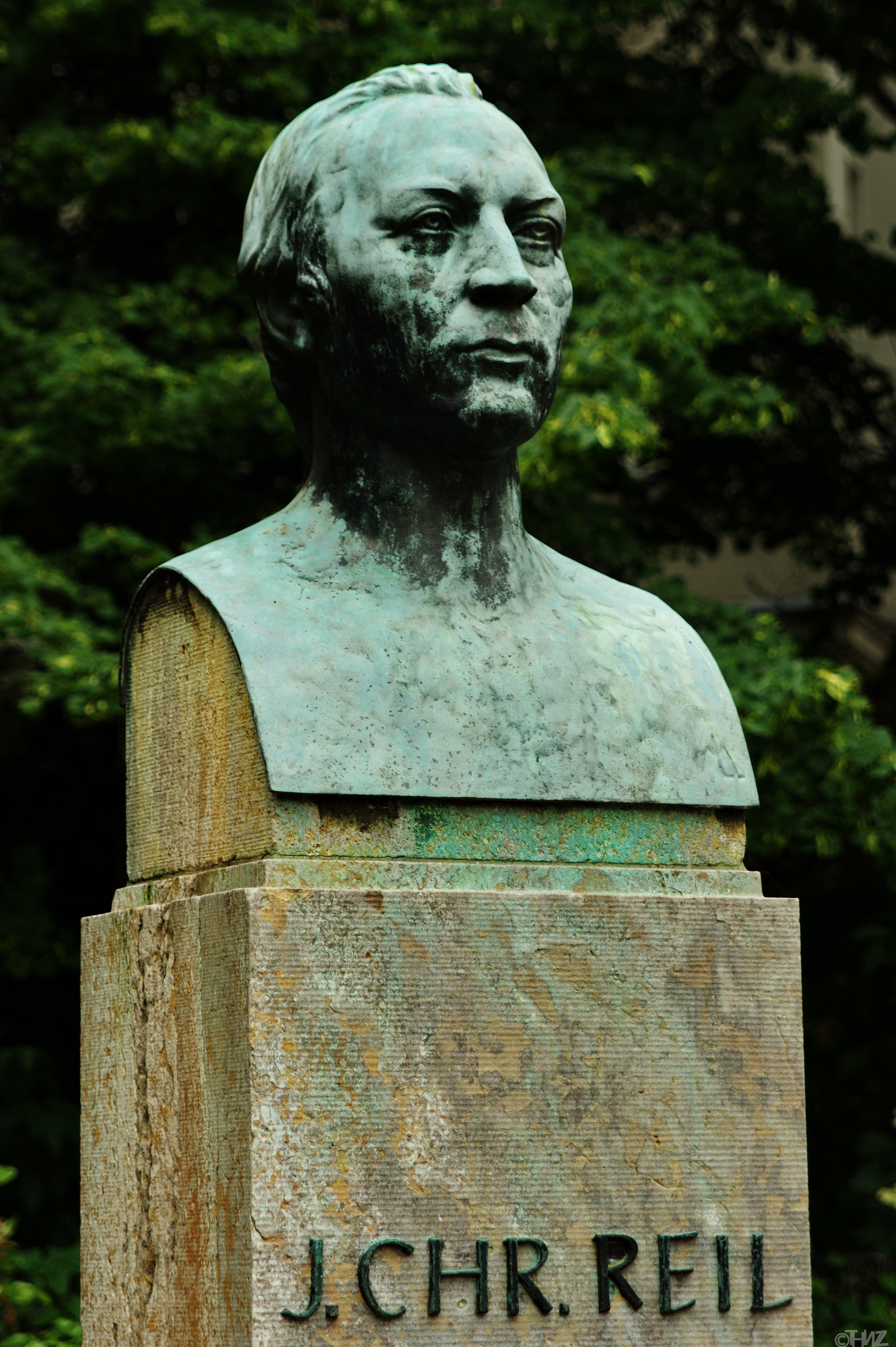
Denkmal für J. Chr. Reil in Halle
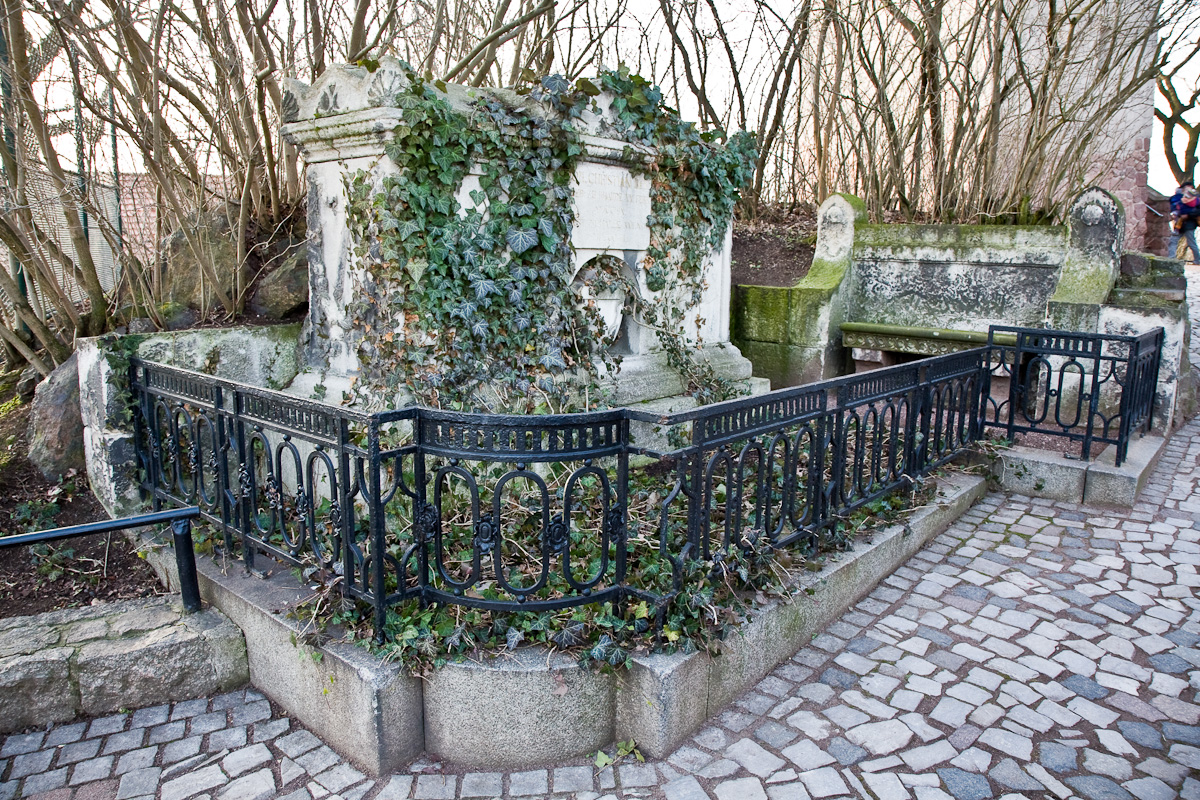
Grabstätte Johann Christian Reils auf dem Reilsberg in Halle (Saale)
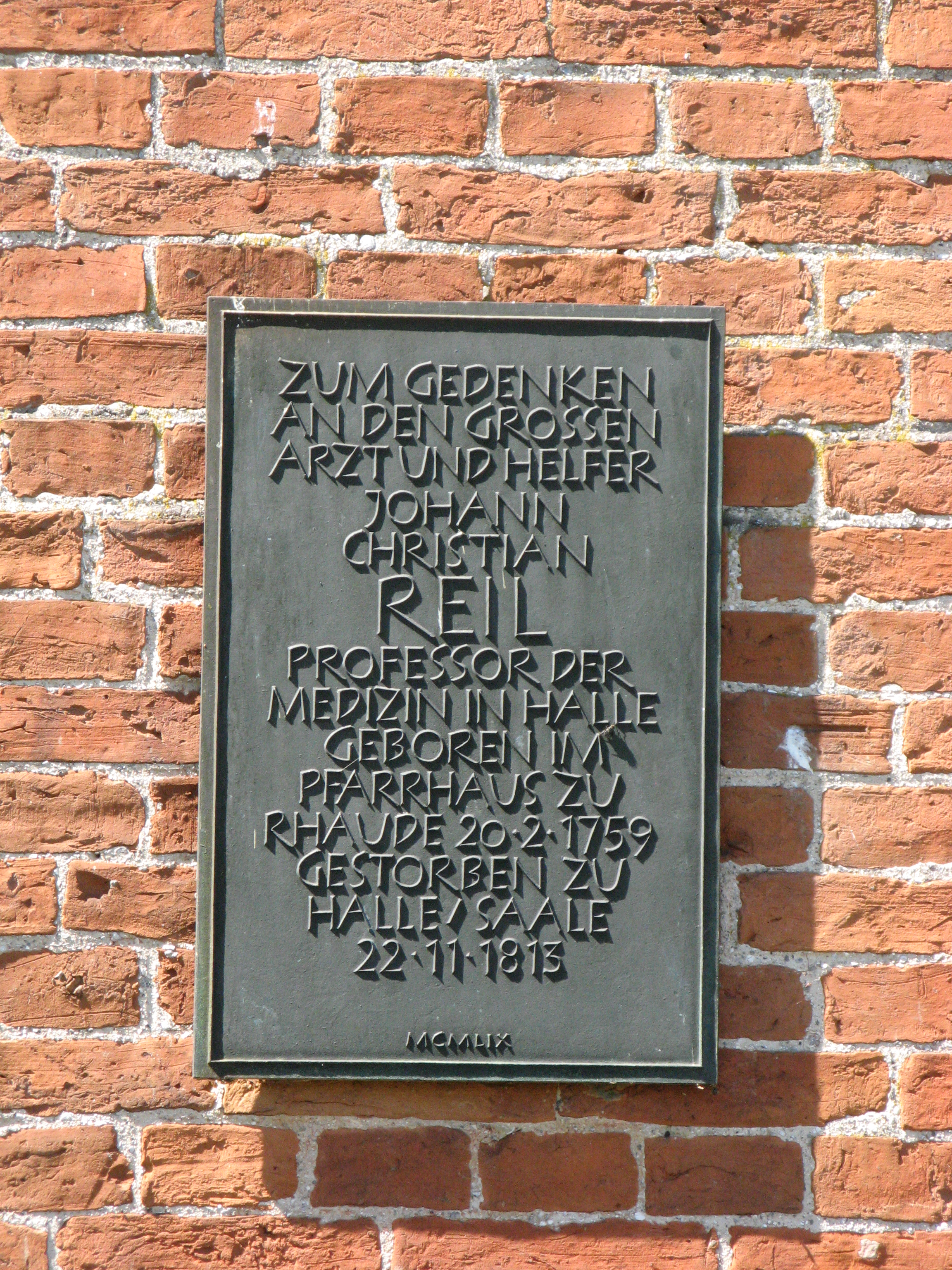
Gedenktafel für Johann Christian Reil in Rhaude am Pfarrhaus
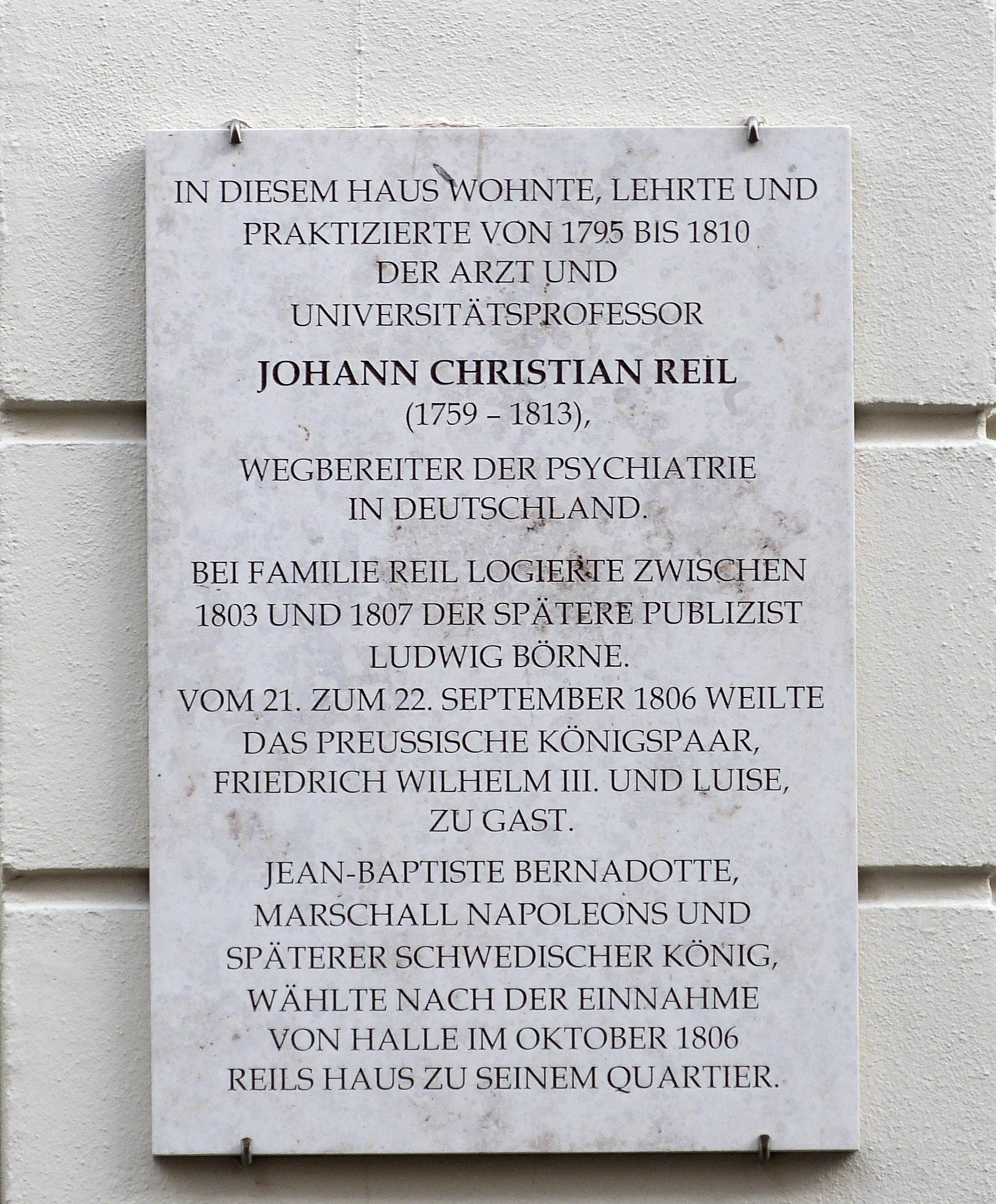
Gedenktafel für J. Chr. Reil an seinem Wohnhaus Große Ulrichstraße 36, Halle (Saale)

## Schriften (Auswahl)
- Diätetischer Hausarzt für meine Landsleute, praktischer Ratgeber. 1785.
- Von der Lebenskraft. 1795 (Neuauflage Leipzig 1910)
- Exercitationum anatomicarum fasciculus primus. De structura nervorum. Halle 1796.
- Ueber die Erkenntnis und Cur der Fieber. 5 Bände. Halle 1799–1815, Band 1, Band 2, Band 3, Band 4, Band 5
- Rhapsodieen über die Anwendung der psychischen Curmethode auf Geisteszerrüttungen. Dem Herrn Prediger Wagnitz zugeeignet. Curtsche Buchhandlung, Halle a. d. Saale 1803, 1818 (Digitalisat, Digitalisat und Volltext im Deutschen Textarchiv, Titelblatt).
- Entwurf einer allgemeinen Pathologie. Curtsche Buchhandlung, Halle 1815.
- Johann Christian Reil, Johann Christoph Hoffbauer (Hrsg.): Beyträge zur Beförderung einer Kurmethode. 2 Bände, Curtsche Buchhandlung, Halle 1808, 1812 (Digitalisat)
- Johann Christian Reil (Hrsg.): Archiv für die Physiologie (Digitalisate: 4. Band 1800 – Internet Archive; 5. Band 1802 – Internet Archive; 6. Band 1805 – Internet Archive 8. Band 1807/1808; 9. Band 1809)